# Regne de Jaén

Regne de Jaén (1590)

El Regne de Jaén o Regne Sant de Jaén fou una jurisdicció territorial de la Corona de Castella, conquerit pel rei Ferran III de Castella al segle xiii. Fins a la conquesta havia estat un fortalesa inexpugnable dels almohades, amb intents de conquesta per part d'Alfons VI de Lleó. Després de diversos intents de Ferran III, el cabdill Muhàmmad I al-Ghàlib, amb l'objectiu de consolidar el Regne de Granada va rendir homenatge al rei cristià i li va entregar la ciutat de Jaén en 1246.
A partir d'aquell moment Jaén es va convertir en seu civil i eclesiàstica de l'Alt Guadalquivir. El regne estava format per les ciutats de Jaén, Úbeda, Baeza i Andújar, amb els pobles d'Arjona, Santisteban del Puerto i Iznatoraf, conformant uns límits semblants als de l'actual província de Jaén. La ciutat d'Alcalá la Real s'hi va incorporar el segle xiv.
Després de la divisió provincial de Javier de Burgos, Jaén va perdre territoris que foren incorporats a la província de Ciudad Real, concretament les terres al nord del riu Guadalmena i a l'est del Guadalén: Albadalejo, Terrinches, Puebla del Príncipe i Villamanrique.